# Distrikt Cortegana
Der Distrikt Cortegana liegt in der Provinz Celendín in der Region Cajamarca in Nordwest-Peru. Der Distrikt wurde am 16. Oktober 1933 gegründet. Er besitzt eine Fläche von 252 km². Beim Zensus 2017 wurden 7449 Einwohner gezählt. Im Jahr 1993 lag die Einwohnerzahl bei 7369, im Jahr 2007 bei 8099. Sitz der Distriktverwaltung ist die etwa 2330 m hoch gelegene Ortschaft Chimuch (oder Cortegana) mit 513 Einwohnern (Stand 2017). Chimuch befindet sich knapp 45 km nordnordwestlich der Provinzhauptstadt Celendín.

## Geographische Lage
Der Distrikt Cortegana liegt an der Ostflanke der peruanischen Westkordillere im äußersten Norden der Provinz Celendín. Der Río Marañón begrenzt den Distrikt im Nordosten.
Der Distrikt Cortegana grenzt im Südosten an den Distrikt Chumuch, im Süden an den Distrikt Miguel Iglesias, im Osten an die Distrikte Paccha und Chadín (beide in der Provinz Chota), im Nordwesten an den Distrikt Choropampa (ebenfalls in der Provinz Chota) sowie im Nordosten an die Distrikte Ocumal und Pisuquía (beide in der Provinz Luya).

## Ortschaften
Im Distrikt gibt es neben dem Hauptort folgende größere Ortschaften:
- Canden
- Dos de Mayo
- Miraflores
- San Antonio
- Villanueva
- Vista Alegre
- Yagen